# مقاطعة لوسي (ميشيغان)
مقاطعة لوسي هي مقاطعة في ميشيغان، بلغ عدد سكانها 6٬631  نسمة، في 2010، عاصمتها نيوبيري، تبلغ مساحتها 4٬952 كيلومتر مربع.

## التقسيمات الإدارية
- نيوبيري.